# August Hellweg
August Anton Andreas Paul Maria Hellweg (* 29. Dezember 1847 in Werne; † 26. März 1910 in Leipzig) war ein Reichsgerichtsrat.

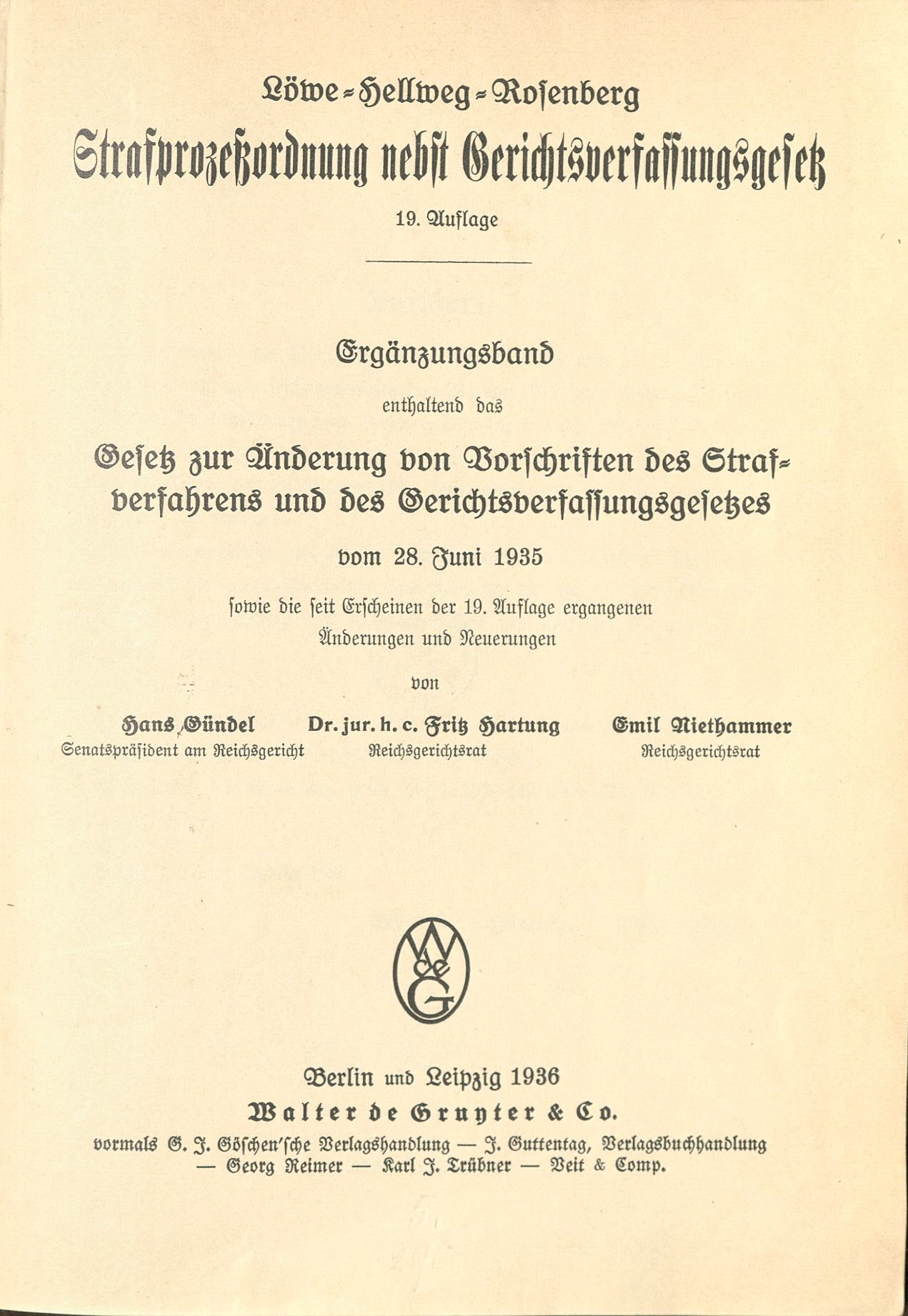
Kommentar zur Strafprozessordnung (1936)

## Leben
Er studierte Rechtswissenschaften u. a. in Würzburg. 1869 wurde er auf den preußischen Landesherrn vereidigt. 1870 war er Gerichtsassessor. 1878 wurde er Kreisrichter und 1879 Landrichter. 1888 ernannte man ihn zum Landgerichtsrat. 1890 wurde er Kammergerichtsrat. 1897 kam er an das Reichsgericht. Er war im III. Zivilsenat tätig.  Er verstarb im Amt.

## Schriften
- „Zur Lehre vom Rückfall: Mit besonderer Rücksicht auf den Entwurf eines Strafgesetzbuches für den Norddeutschen Bund“,  Der Gerichtssaal, Jahrgang 22 (1870), S. 54.